# Poletna liga Rudi Hiti 2001
Poletna liga Rudi Hiti 2007 je bil deseti turnir Poletna liga Rudi Hiti, ki je potekal med 21. in 27. avgustom 2006 v Ledeni dvorani na Bledu. V konkurenci klubov CSKA Moskva, HDD Olimpija, Acroni Jesenice, Slavija M Optima, HK MK Bled in KHL Medveščak je zmagal CSKA Moskva.

## Prvi krog
| 21. avgust 2006 | Slavija M Optima | 12:1 | KHL Medveščak | Ledena dvorana, Bled |

| Poročilo tekme | Poročilo tekme | Poročilo tekme  | Poročilo tekme | Poročilo tekme |
| -------------- | --- | --------------- | -------------- | -------------- |
|                | Peruzzi 25 Javor 27 Blištan 31 Kos 34 Stamejčič 36 Kos 39 Blištan 40 Škara 42 Žagar 42 Blištan 45 Stamejčič 48 Peruzzi 49 | (0:0, 7:1, 5:0) | 29 Gojanović   | Gledalci: 100  |

## Končnica

### Finale
| 27. avgust 2006 | CSKA Moskva | 3:1 | Acroni Jesenice | Ledena dvorana, Bled |

| Poročilo tekme | Poročilo tekme                  | Poročilo tekme  | Poročilo tekme | Poročilo tekme |
| -------------- | ------------------------------- | --------------- | -------------- | -------------- |
|                | Terehov 02 Romanov 24 Uvarov 53 | (1:1, 1:0, 1:0) | 19 Vukčevič    | Gledalci: 1300 |

### Za tretje mesto
| 27. avgust 2006 | HDD Olimpija | 6:5 | Slavija M Optima | Ledena dvorana, Bled |

| Poročilo tekme | Poročilo tekme | Poročilo tekme  | Poročilo tekme | Poročilo tekme |
| -------------- | -------------- | --------------- | -------------- | -------------- |
|                |                | (1:2, 2:1, 3:2) |                |                |

### Za peto mesto
| 27. avgust 2001 | HK Bled | 0:4 | KHL Medveščak | Ledena dvorana, Bled |

| Poročilo tekme | Poročilo tekme | Poročilo tekme  | Poročilo tekme | Poročilo tekme |
| -------------- | -------------- | --------------- | -------------- | -------------- |
|                |                | (0:1, 0:2, 2:1) |                |                |

## Nagrade
- Najboljši vratar:  Aleksej Sceblanov (CSKA Moskva)
- Najboljši branilec:  Pavel Trakanov (CSKA Moskva)
- Najboljši napadalec:  Toni Tišlar (Acroni Jesenice)
- Najboljši strelec:  Boštjan Kos (Slavija M Optima), 9 točk (2 gola + 7 podaj)
- Najkoristnejši igralec turnirja:  Tomaž Vnuk (HDD Olimpija)